# Draft NFL 1961
Il Draft NFL 1960 si è tenuto dal 27 al 28 dicembre 1960. La lega successivamente tenne un draft di espansione per la nuova franchigia dei Minnesota Vikings, a quali fu anche consegnata la prima scelta assoluta del draft. Questo fu anche il primo draft regolare a cui parteciparono i Dallas Cowboys, dal momento che avevano solamente partecipato al draft di espansione del 1960 quell'anno. I Cowboys avevano terminato col peggior record della NFL la stagione precedente, ma scelsero per secondi nel draft a causa dell'entrata dei Vikings nella lega.

## Primo giro
|  | = Pro Bowler |  | = AFL All-Star |  |  | = Hall of Famer |

| Scelta | Squadra                                       | Giocatore       | Ruolo       | College         |
| ------ | --------------------------------------------- | --------------- | ----------- | --------------- |
| 1      | Minnesota Vikings                             | Tommy Mason     | Halfback    | Tulane          |
| 2      | Washington Redskins (Dai Dallas Cowboys)      | Norm Snead      | Quarterback | Wake Forest     |
| 3      | Washington Redskins                           | Joe Rutgens     | Tackle      | Illinois        |
| 4      | Los Angeles Rams                              | Marlin McKeever | Linebacker  | USC             |
| 5      | Chicago Bears                                 | Mike Ditka      | End         | Pittsburgh      |
| 6      | San Francisco 49ers (Dai Pittsburgh Steelers) | Jimmy Johnson   | Back        | UCLA            |
| 7      | Baltimore Colts                               | Tom Matte       | Halfback    | Ohio State      |
| 8      | St. Louis Cardinals                           | Ken Rice        | Tackle      | Auburn          |
| 9      | San Francisco 49ers                           | Bernie Casey    | Back        | Bowling Green   |
| 10     | Cleveland Browns (Dai Detroit Lions)          | Bobby Crespino  | End         | Mississippi     |
| 11     | San Francisco 49ers (Dai Baltimore Colts)     | Billy Kilmer    | Quarterback | UCLA            |
| 12     | Green Bay Packers                             | Herb Adderley   | Back        | Michigan State  |
| 13     | Dallas Cowboys (Dai Cleveland Browns)         | Bob Lilly       | Tackle      | Texas Christian |
| 14     | Philadelphia Eagles                           | Art Baker       | fullback    | Syracuse        |

## Hall of Fame
All'annata 2013, sette giocatori della classe del Draft 1961 sono stati inseriti nella Pro Football Hall of Fame:
- Herb Adderley, running back da Michigan State scelto come 14º assoluto dai Green Bay Packers.

Induzione: Professional Football Hall of Fame, classe del 1980.
- Bob Lilly, tackle dalla Texas Christian University scelto come 13º assoluto dai Dallas Cowboys.

Induzione: Professional Football Hall of Fame, classe del 1980.
- Deacon Jones, defensive end da South Carolina State scelto nel 14º giro (186º assoluto) dai Los Angeles Rams.

Induzione: Professional Football Hall of Fame, classe del 1980.
- Fran Tarkenton, quarterback da Georgia scelto nel terzo giro (29º assoluto) dai Minnesota Vikings.

Induzione: Professional Football Hall of Fame, classe del 1986.
- Mike Ditka, tight end dalla University of Pittsburgh scelto come 5º assoluto dai Chicago Bears.

Induzione: Professional Football Hall of Fame, classe del 1988.
- Jimmy Johnson, running back da UCLA scelto come 6º assoluto dai San Francisco 49ers.

Induzione: Professional Football Hall of Fame, classe del 1994.
- Billy Shaw, offensive guard da Georgia Tech scelto nel 14º giro (184º assoluto) dai Dallas Cowboys, firmò coi Buffalo Bills della AFL.

Induzione: Professional Football Hall of Fame, classe del 1999.